# Musée diocésain (Cortone)
Le musée diocésain de Cortone est un musée d'art situé sur la Piazza del Duomo 1, à Cortone, dans la province d'Arezzo, en Toscane. Il est installé dans l'ancienne Église del Gesù (it).

## Historique

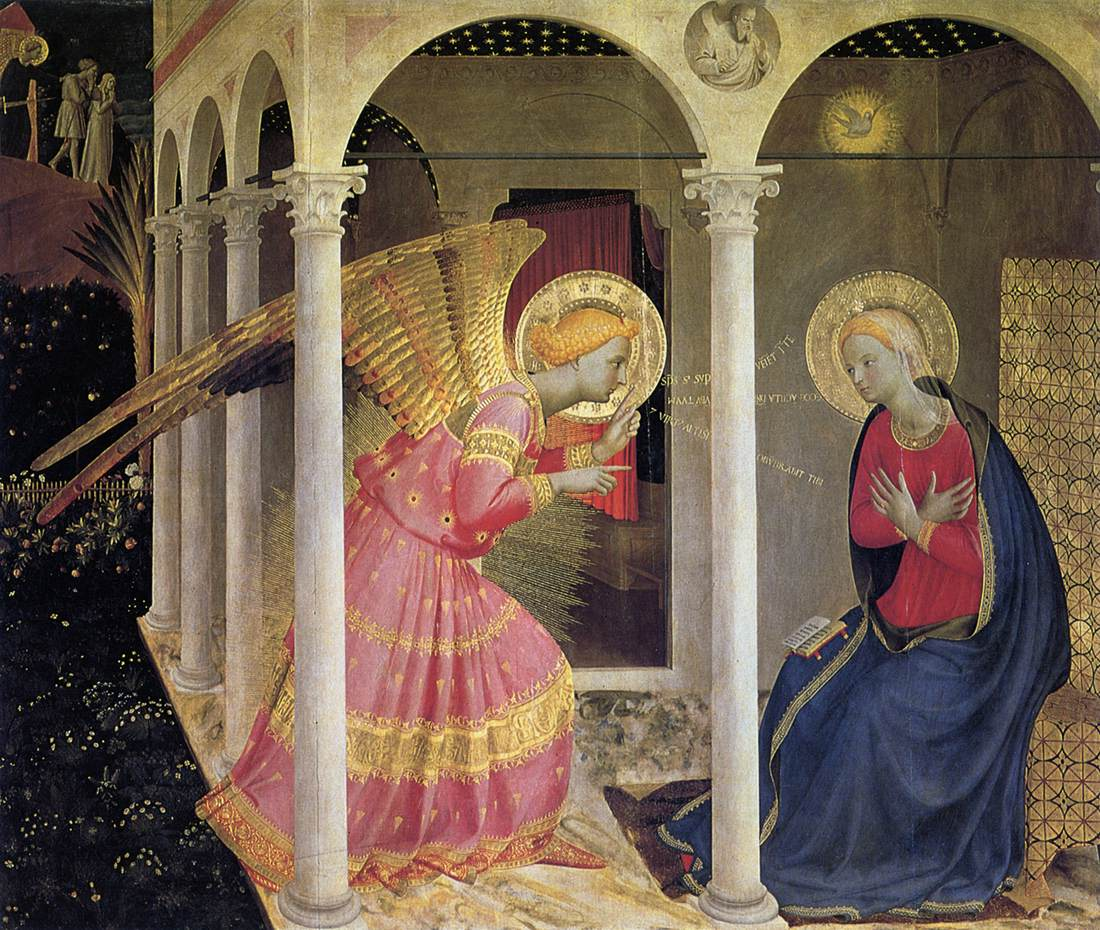
L'Annonciation de Cortone, Fra Angelico.

La collection d'art, fondée en 1945, rassemble et présente une collection d'objets et d'œuvres d'art provenant des églises de la région et des propriétés du diocèse. Le musée conserve des œuvres importantes de Pietro Lorenzetti, Fra Angelico, Bartolomeo della Gatta, Sassetta et Luca Signorelli, ainsi que des ornements sacrés de grande valeur. Il expose notamment deux belles œuvres de Fra Angelico : une Annonciation et une Vierge de l'humilité.

## Principales œuvres exposées par auteur
- Fra Angelico
  - Annonciation de Cortone, v. 1430,
  - Triptyque de Cortone, 1436-1437,

- Pietro Lorenzetti, 
  - Maestà de Cortone

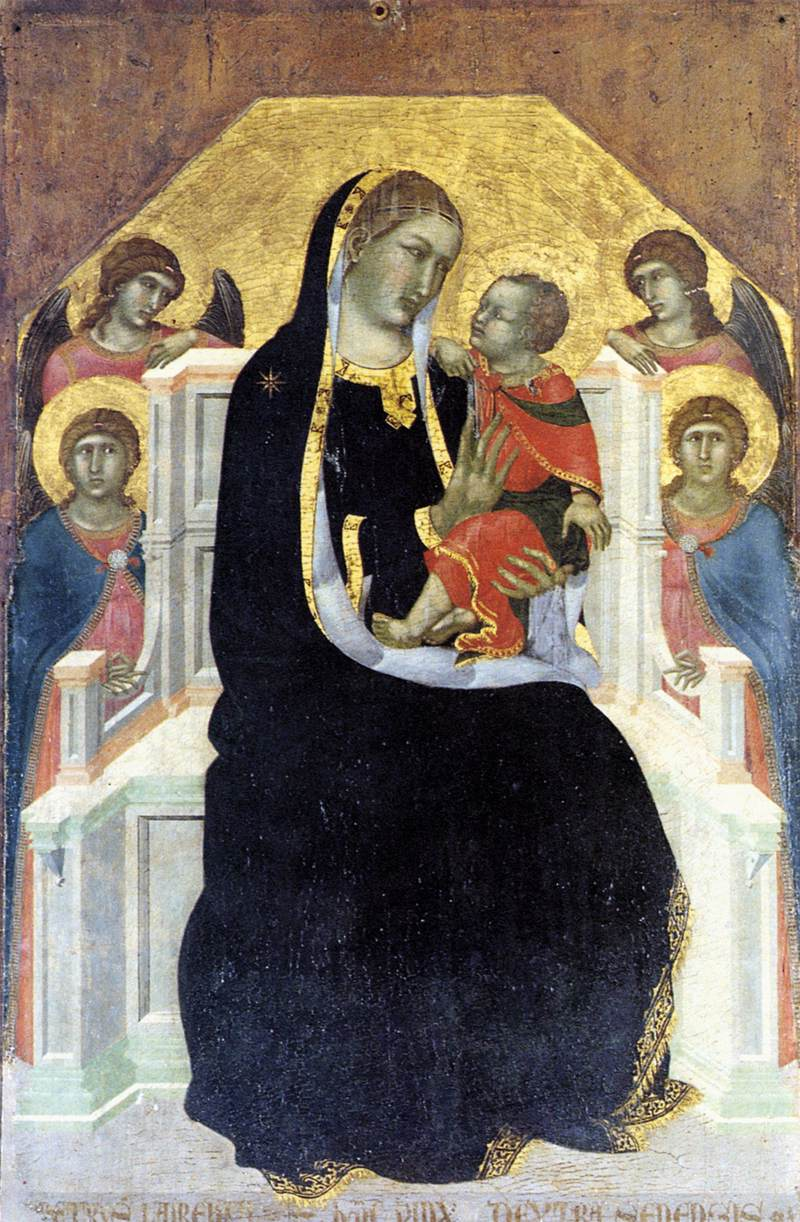
Maestà de Cortone, Pietro Lorenzetti.

  - deux crucifix peints, v.1320-1325
- Sassetta, Polyptyque de San Domenico de Cortone (it), v. 1434,

- Luca Signorelli

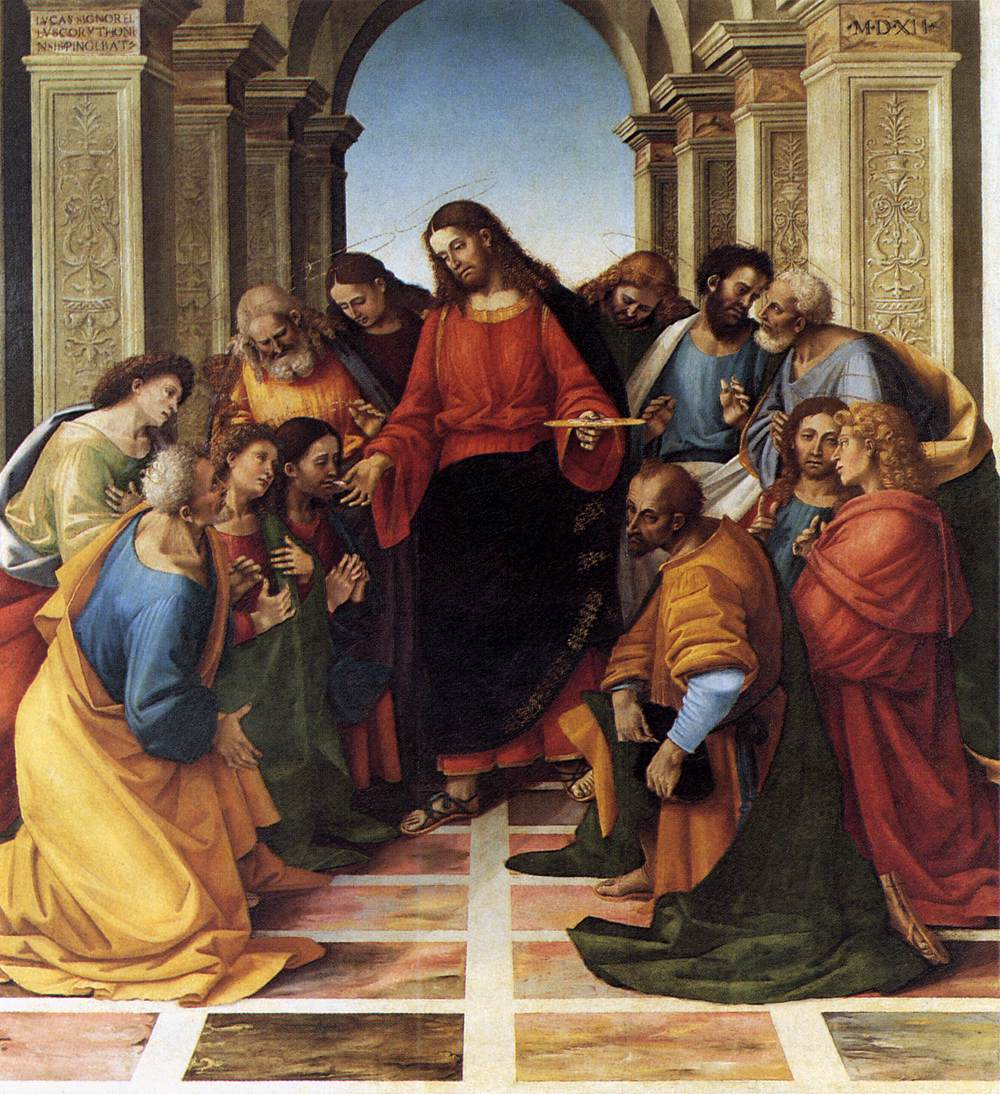
Communion des Apôtres, Luca Signorelli, 1512.

  - Lamentation sur le Christ mort, v. 1502,
  - Communion des Apôtres, 1512,
  - Compianto sul Cristo morto tra angeli e santi, v. 1516,
  - Immacolata Concezione e santi, v. 1523,
- Bartolomeo della Gatta, Assomption,
- Federico Zuccari, Assomption,
- Cristoforo Gherardi, Abraham, Isaac,
- Domenico di Michelino, Trois Saints Franciscains,
- Martino di Bartolomeo, Assomption,
- Niccolò di Segna, Vierge à l'Enfant.